# Дьомка Микола Герасимович
Мико́ла Гера́симович Дьо́мка (1879 , Будки, Вілейський повіт, Віленська губернія, Російська імперія  — не пізніше лютий 1944 ) — український державний діяч, залізничник. Депутат Верховної Ради УРСР 1-го скликання (з 1938).

## Біографія
Народився 1879 року в родині білоруського селянина-бідняка в селі Будки, тепер Вілейський район, Мінська область, Білорусь. Закінчив церковноприходську школу в селі Вороничі. З чотирнадцятирічного віку наймитував, працював у сільському господарстві.
З 1898 року — лопатник на руднику «Дубова балка» Кривого Рогу Катеринославської губернії. Через півтора місяця перейшов працювати в хімічну лабораторію, потім був теслярем на руднику Перрі «Новоросійського товариства».
З 1901 по 1904 рік — чорнороб, робітник ковальського цеху, помічник слюсаря головних майстерень Катерининської залізниці міста Катеринослава. З 1904 по 1906 рік — слюсар паровозного депо станції Долгинцеве Катеринославської губернії. У 1905 році брав активну участь в страйку залізничників Катеринославщини.
З 1906 по 1912 рік — помічник машиніста паровозного депо станції Долгинцеве Катеринославської губернії. У 1909 році склав іспит на машиніста паровоза.
З 1912 по 1921 рік — машиніст паровозного депо станції П'ятихатки Катеринославської губернії. З 1919 року також був інструктором із просування оперативних вантажів. З 1921 по 1926 рік працював комірником матеріального складу станції П'ятихатки.
Член РКП(б) з 1925 року.
З 1926 по 1931 рік — черговий по паровозному депо станції П'ятихатки. Обирався головою П'ятихатського вузлового комітету профспілки залізничників.
З 1931 року — машиніст-інструктор паровозного депо станції П'ятихатки Дніпропетровської області. Був ініціатором руху машиністів-водіїв великовагових поїздів. Обирався членом партійного комітету депо станції П'ятихатки.
26 червня 1938 року був обраний депутатом Верховної Ради УРСР 1-го скликання по П'ятихатській виборчій окрузі № 189 Дніпропетровської області.
Помер не пізніше лютого 1944 року.

## Нагороди та відзнаки
- значок «Ударник сталінського призову» (1936)